# 全在
全在（英語：或），指能夠出現在任何地方的能力。這通常使用於宗教文本中，可能是神明擁有的能力之一。一神教中的唯一神，通常被認為具備有這種屬性。但這個概念與泛神論不同，泛神論將宇宙整體視為一個神，宇宙的任意地方都是神的一部分；但是具備全在能力的神，神與宇宙是分開的個體，神可以出現在宇宙的任意地方。